# Crossover (bilard)
Crossover – odmiana bilardu dla dwóch osób. Gra rozgrywana jest na standardowym stole do ósemki. Gra nadaje się dla graczy w dowolnym stopniu zaawansowania. Gra jest nietypowa ponieważ głównym celem nie jest wbijanie bil do łuz – gracz może wygrać partię bez wbijania bil.

## Używane bile
Standardowym zestaw bil (15 ponumerowanych bil oraz biała rozgrywająca).

## Ustawienie początkowe
Bile przed rozbiciem ustawia się w standardowej formacji w trójkącie jak do ósemki.

## Cel gry
Być pierwszym graczem, który „zaliczy” wszystkie bile.

## Zasady
Gracz ma za zadanie dotknąć, bądź wbić wszystkie bile w porządku rosnącym (jeden z graczy) bądź malejącym (jego przeciwnik). Innymi słowy: pierwszy gracz rozbija (rozbicie nie liczy się do gry), następnie stara się uderzyć w bilę nr 1 (choćby tylko dotknąć), potem 2 itd. bila jest uznawana za dotkniętą jeśli: została dotknięta przez białą bilę (również po odbiciach), lub wpadła do łuzy. Bile wbite do łuz powracają na stół po każdym uderzeniu. Jeśli w uderzeniu gracz nie zaliczył żadnej bili jego tura kończy się. W następnej turze przeciwnik stara się zaliczyć 15, potem 14 itd. W jednym uderzeniu można zaliczyć wiele bil, jednak muszą one zostać zaliczane w swej kolejności. Wygrywa osoba, która pierwsza zaliczy wszystkie piętnaście bil.

## Podstawowa strategia
Gracz stara się w swej turze zalicza swe bile, jednocześnie starając się, aby po jego turze bile niezaliczone przez przeciwnika były zasłonięte.